# Robert Metcalfe
Robert (Bob) Metcalfe (født 7. april 1946) er en amerikansk computer- og datanet-pioner. Melcalfe er kendt som opfinderen af Ethernet, grundlæggeren af 3COM og ophavsmand til Metcalfes lov.
Bob Metcalfe opfandt datanet-teknologien Ethernet, mens han var ansat på Xerox PARC i midten af 1970'erne. Metcalfe forlod Xerox PARC i 1979 og grundlagde 3COM, en producent af komponenter og udstyr til opbygning af datanet. I starten af 1980'erne lykkedes det Metcalfe og 3COM at gøre Ethernet til den dominerende LAN-teknologi.
Metcalfe forlod 3COM i 1990 efter en konflikt med firmaets bestyrelse. Siden da har Metcalfe fungeret som forfatter og foredragsholder.
Metcalfe er uddannet på MIT med en bachelorgrad i elektronik og en i erhvervsøkonomi og ledelse. Herefter blev Metcalfe ansat på MIT's Project MAC, og han brugte resultater fra dette arbejde i sin ph.d.-afhandling om pakkekoblede datanet. Metcalfe fik sin ph.d. ved Harvard University.